# Touche pas à mon copain
Ne doit pas être confondu avec Touche pas à mon pote.
Pour plus de détails, voir Fiche technique et Distribution.
Touche pas à mon copain est un film français réalisé par Bernard Bouthier, sorti en 1976.

## Synopsis
Jean, musicien exilé à Paris, revient dans sa ville, Sète, pour enterrer sa mère. Ce film intimiste retrace l'itinéraire de quatre copains sous le soleil de la presqu'île.

## Fiche technique
- Titre : Touche pas à mon copain
- Réalisation : Bernard Bouthier
- Assistants réalisateurs : Jean-Claude Mallet et Jacqueline Vischkof
- Scénario et dialogues : Bernard Bouthier
- Photographie : Jean-Jacques Rochut
- Cadreur : Lucien Msika assisté de Guy Maniere
- Montage : Bernard Waymel assisté de Catherine Gouze
- Musique : Michel Bernholc (éditions georges bacri-pema music)
- Décors : François Courtin assisté de André Acquaviva et Sabine Cayrol
- Son  : Jean-Pierre Atlan assisté de Michel Boulan
- Montage son : Guy Lherminé
- Mixage : Maurice Gilbert
- Maquillage : Claudine Grumelart
- Machinerie : Pierre Charret assisté de Pierre Dupont
- Électricité : Pierre Levasseur assisté de Serge Roguet
- Scripte : Jacqueline Wieber
- Régisseur adjoint : Catherine Contet
- Chargée de presse : Françoise Beverini
- Producteurs : Jacques Zajdermann et Marie-Françoise Mascaro
- Directeur de production : José Lichtig
- Chargée de production SFP : Régine Hayem
- Sociétés de production : Openfilm, ORTF, Société française de production
- Pays d'origine :  France
- Langue : français
- Genre : comédie, western

## Distribution
- Claude Ventura : Jean
- Christian Cucurullo : Antoine
- Jimmy Imparato : Gustave
- Jean-Louis Blenet : Gérard
- Sandrine Finck : Suzanne

- et la famille Buonomo
- les demoiselles Ditté
- la famille Gregogna

## Distinctions
- 1976 : Prix Georges Sadoul